# Polianets'ke
Polianets'ke  (ucraniano: Полянецьке) es una localidad del Raión de Podilsk en el Óblast de Odesa de Ucrania. Según el censo de 2001, tiene una población de 1568 habitantes.